# 第22回全国高等学校選抜ラグビーフットボール大会
第22回全国高等学校選抜ラグビーフットボール大会は2021年3月25日から2021年3月31日まで熊谷ラグビー場及び補助陸上競技場にて開催された全国高校選抜ラグビー大会である。

## 概要
新型コロナ対策のため、開会式は中止して無観客で行われる。また今大会は前大会までのリーグ戦は行わないで出場32チームによるトーナメントを行ってベスト8決定後組み合わせ抽選する。

## 出場校
北海道ブロック
- 札幌山の手（16大会連続16回目）
- 函館ラ・サール（2大会ぶり4回目）

東北ブロック
- 秋田工（5大会連続12回目）
- 仙台育英（2大会ぶり連続17回目）
- 黒沢尻北（5大会ぶり3回目）

関東ブロック
- 桐蔭学園（18大会連続19回目）
- 流通経済大柏（4大会連続14回目）
- 國學院栃木（2大会連続7回目）
- 早稲田実業（2大会連続2回目）
- 茗溪学園（2大会ぶり12回目）
- 日川（5大会ぶり6回目）

北信越ブロック
- 日本航空石川（5大会連続8回目）
- 開志国際（初出場）

東海ブロック
- 中部大春日丘（4大会連続11回目）
- 朝明（4大会ぶり7回目）

近畿ブロック
- 常翔学園（4大会ぶり12回目）
- 大阪桐蔭（2大会ぶり8回目）
- 天理（4大会連続9回目）
- 東海大大阪仰星（8大会連続19回目）
- 京都成章（2大会連続9回目）

中国ブロック
- 石見智翠館（2大会連続9回目）

四国ブロック
- 松山聖陵（5大会ぶり2回目）

九州ブロック
- 東福岡（14大会連続17回目）
- 長崎北陽台（3大会連続7回目）
- 高鍋（4大会連続6回目）
- 佐賀工（8大会連続15回目）
- 大分東明（2大会連続2回目）

開催県枠
- 熊谷工（11大会ぶり2回目）

実行委員会推薦枠
- 佐沼（初出場）
- 明和県央（初出場）
- 洛北（8大会ぶり2回目）
- 読谷（初出場）

## 試合結果
- 時刻はすべて日本標準時 (UTC+9)
- 太字は勝利校を示す。

### 1回戦
| 2021年03月025日 9:30  | 石見智翠館     | 48-7  | 日本航空石川   | Bグラウンド    |
| 2021年03月025日 10:45 | 洛北           | 8-82  | 國學院栃木     | Bグラウンド    |
| 2021年03月025日 12:00 | 東福岡         | 67-14 | 黒沢尻北       | Bグラウンド    |
| 2021年03月025日 13:15 | 松山聖陵       | 31-12 | 早稲田実       | Bグラウンド    |
| 2021年03月025日 14:30 | 常翔学園       | 60-7  | 佐沼           | Bグラウンド    |
| 2021年03月025日 15:45 | 読谷           | 0-64  | 茗溪学園       | Bグラウンド    |
| 2021年03月025日 9:30  | 大阪桐蔭       | 75-0  | 明和県央       | Cグラウンド    |
| 2021年03月025日 10:45 | 長崎北陽台     | 48-0  | 仙台育英       | Cグラウンド    |
| 2021年03月025日 12:00 | 桐蔭学園       | 85-0  | 高鍋           | Cグラウンド    |
| 2021年03月025日 13:15 | 京都成章       | 52-7  | 札幌山の手     | Cグラウンド    |
| 2021年03月025日 14:30 | 天理           | 24-12 | 秋田工         | Cグラウンド    |
| 2021年03月025日 9:30  | 大分東明       | 22-30 | 流経大柏       | 補助陸上競技場 |
| 2021年03月025日 10:45 | 中部大春日丘   | 38-7  | 熊谷工         | 補助陸上競技場 |
| 2021年03月025日 12:00 | 佐賀工         | 80-0  | 函館ラ・サール | 補助陸上競技場 |
| 2021年03月025日 13:15 | 東海大大阪仰星 | 81-0  | 開志国際       | 補助陸上競技場 |
| 2021年03月025日 14:30 | 朝明           | 33-26 | 日川           | 補助陸上競技場 |

### 2回戦・敗者戦
| 2021年03月026日 9:30  | 秋田工         | 12-54 | 大分東明       | Bグラウンド    |
| 2021年03月026日 10:45 | 桐蔭学園       | 24-10 | 京都成章       | Bグラウンド    |
| 2021年03月026日 12:00 | 天理           | 27-12 | 流経大柏       | Bグラウンド    |
| 2021年03月026日 13:15 | 中部大春日丘   | 10-14 | 佐賀工         | Bグラウンド    |
| 2021年03月026日 14:30 | 東海大大阪仰星 | 91-0  | 朝明           | Bグラウンド    |
| 2021年03月026日 9:30  | 熊谷工         | 26-10 | 函館ラ・サール | Cグラウンド    |
| 2021年03月026日 10:45 | 開志国際       | 26-21 | 日川           | Cグラウンド    |
| 2021年03月026日 12:00 | 石見智翠館     | 29-7  | 国学院栃木     | Cグラウンド    |
| 2021年03月026日 13:15 | 東福岡         | 75-0  | 松山聖陵       | Cグラウンド    |
| 2021年03月026日 14:30 | 常翔学園       | 28-20 | 茗溪学園       | Cグラウンド    |
| 2021年03月026日 15:45 | 大阪桐蔭       | 19-7  | 長崎北陽台     | Cグラウンド    |
| 2021年03月026日 9:30  | 日本航空石川   | 5-15  | 洛北           | 補助陸上競技場 |
| 2021年03月026日 10:45 | 黒沢尻北       | 7-26  | 早稲田実       | 補助陸上競技場 |
| 2021年03月026日 12:00 | 佐沼           | 7-29  | 読谷           | 補助陸上競技場 |
| 2021年03月026日 13:15 | 明和県央       | 7-46  | 仙台育英       | 補助陸上競技場 |
| 2021年03月025日 14:30 | 高鍋           | 12-17 | 札幌山の手     | 補助陸上競技場 |

### 準々決勝
| 2021年03月028日 10:00 | 天理       | 12-24 | 桐蔭学園       | Aグラウンド |
| 2021年03月028日 11:30 | 常翔学園   | 22-33 | 大阪桐蔭       | Aグラウンド |
| 2021年03月028日 13:00 | 石見智翠館 | 3-14  | 東海大大阪仰星 | Aグラウンド |
| 2021年03月028日 14:30 | 東福岡     | 36-0  | 佐賀工         | Aグラウンド |

### 準決勝
| 2021年03月029日 11:00 | 東海大大阪仰星 | 17-46 | 東福岡   | Aグラウンド |
| 2021年03月029日 12:30 | 桐蔭学園       | 17-12 | 大阪桐蔭 | Aグラウンド |

### 決勝
| 2021年03月031日 11:00 | 桐蔭学園 | 31-46 | 東福岡 | Aグラウンド |

| 全国高等学校選抜ラグビーフットボール大会 第22回大会 優勝 |
| -------------------------------------------------------- |
| 東福岡高校 4年ぶり6回目                                  |

## 放送
- JSPORTSオンデマンド[3]とHANAZONO LIVEで生配信された。